# Synagoge (Wachbach)

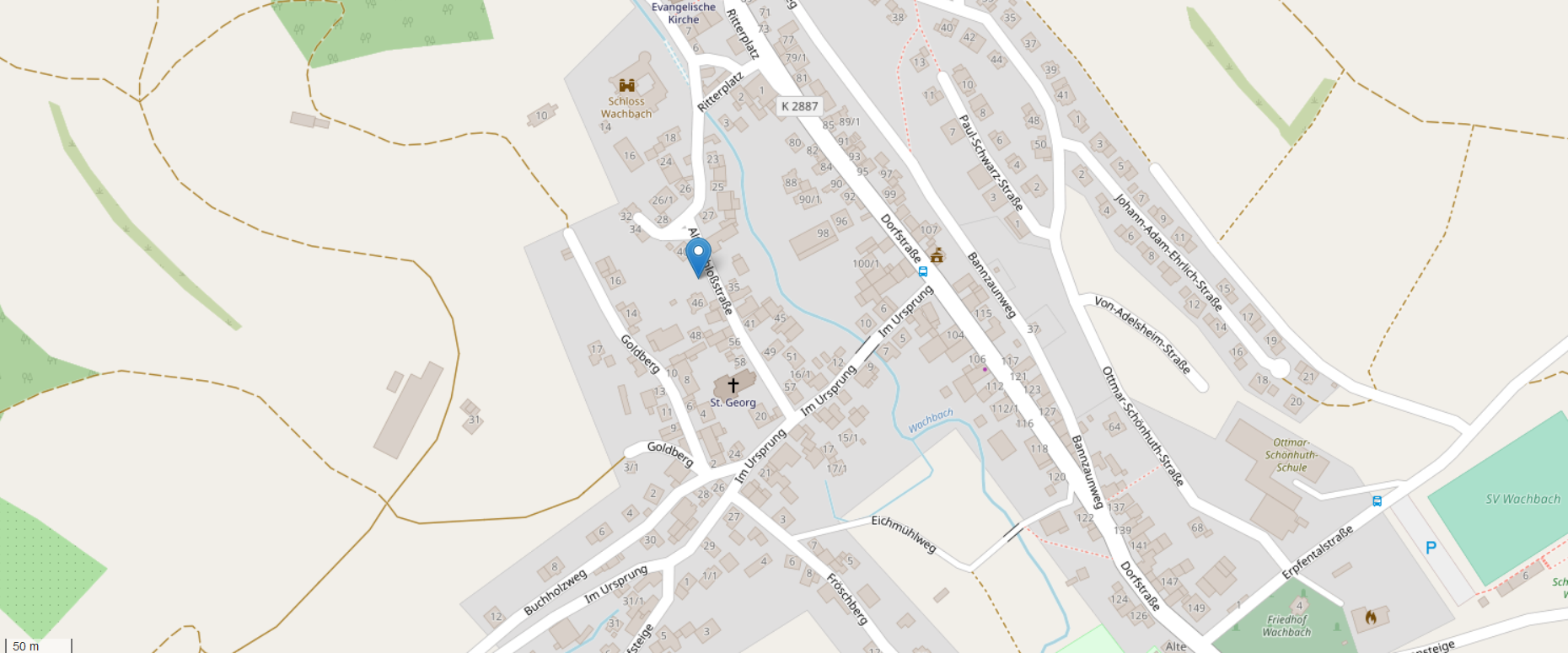
Lage der ehemaligen Synagoge in Wachbach

Die ehemalige Synagoge in Wachbach, einem Stadtteil von Bad Mergentheim im Main-Tauber-Kreis in Baden-Württemberg, wurde 1822 oder 1827 errichtet und wurde bis zum Ende des 19. Jahrhunderts von der jüdischen Gemeinde Wachbach genutzt.

## Geschichte
Zur Zeit des 18. Jahrhunderts lebten jüdische Familien zum Teil in einem „Judenhaus“, welches der Herrschaft gehörte. In dem Jahr 1822 oder 1827 wurde eine Synagoge erbaut. Das Synagogengebäude bestand aus einem Schulzimmer (Erdgeschoss), einer Lehrerwohnung (1. Stock) und einem rituellen Bad (Keller). Die Schule wurde 1863 wegen ihres Mangels an Schülern aufgelöst. 1902 wurde das Synagogengebäude zu einem Bauernhaus umgebaut. 1985 sollte die Synagoge umgebaut werden, Schlusswort hatte das Landesdenkmalamt in Stuttgart. Für eine Renovierung der Synagoge war nicht genug Geld vorhanden und niemand erklärte sich bereit, in die Synagoge zu investieren. Es wurden Anträge gestellt, das Gebäude abzureißen, da vermutlich jemand das Grundstück kaufen wollte. Es sei von der rein baulichen Substanz und der Bauart nicht hervorragend und unterliege somit nicht dem Denkmalschutz und könne somit anderweitig genutzt werden und umgebaut werden.

## Lage
Das Haus war höchstwahrscheinlich am heutigen Ritterplatz vor dem Haus Scheidel (Gebäude nicht erhalten). Die Synagoge wurde in der Schlosstraße 44 (⊙) erbaut.